# Ross Cosens Howman
Ross Cosens Howman, britanski general, * 1899, † 1976.